# بدو رحل (نعمان)

تعديل مصدري - تعديل

بدو رحل هي إحدى قرى عزلة حصير الجار بمديرية نعمان التابعة لمحافظة البيضاء، بلغ تعداد سكانها 124 نسمة حسب تعداد اليمن لعام 2004.